# 선인국제중학교
선인국제중학교는 대한민국 경상남도 진주시 대곡면 월암리에 있는 사립 중학교이다.

## 학교 연혁
- 2016년 5월 2일 : 학교법인 기파교육문화재단 인가
- 2017년 2월 1일 : 교장 옥완석 취임
- 2018년 2월 24일 : 제1회 입학식
- 2018년 3월 2일 : 제1대 교장 이돈영 취임
- 2018년 4월 1일 : 청소년 비즈쿨 운영학교
- 2019년 3월 10일 : 디지털 교과서 선도학교
- 2020년 2월 10일 : 인구교육 선도학교
- 2020년 3월 8일 : 미세먼지 선도학교
- 2020년 4월 1일 : 토박이말교육 이끎학교
- 2021년 1월 15일 : 제1회 졸업식
- 2021년 2월 19일 : 통일교육 중심학교
- 2022년 1월 12일 : 제2회 졸업식
- 2022년 2월 18일 : 기후환경교육 선도학교(숲 교육학교)
- 2022년 3월 2일 : 민주돋움학교
- 2022년 3월 2일 : 제5회 입학식

## 참고 자료
- 선인국제중학교 - 한국교육학술정보원 학교알리미